# Халупки
«Халупки»  (англ. Thatched Cottages) — картина останнього року життя нідерландського  художника ван Гога. Зберігається в музеї Ермітаж.

## 1890 рік
Останній рік життя ван Гог провів в містечку Овер. Блукаючи невеликим поселенням, художник відшукав декілька бідних халуп, що нагадали йому рідну Голландію. Декілька разів він звертався до них, створивши низку зображень в різних ракурсах («Вуличка в Овері», Гельсінки, Фінляндія, «Дахи Кордевіля в Овері», Музей д'Орсе, Париж).
В картинах цього періоду досить спокійний колорит з перевагою зелених та сіро-блакитних тонів. Але художня манера залишається неспокійною, часом бурхливою. Покручені гілки дерев, неспокійне небо, швидкі мазки в зображенні рослин додають пейзажним картинам напруженості і прихованої тривоги. Всі ці риси притаманні і картині «Халупки».

## Перебування полотна (провенанс)
Картина походить з приватної збірки мільйонера та колекціонера І. Морозова в Москві. Після більшовицького перевороту 1917 р. картини залишились в його палаці, який з рятівних міркувань зробили музеєм Нового західного мистецтва. Культура країни СРСР в черговий раз суттєво розійшлася з культурою Заходу. Музей зачинили, а картини прибрали подалі від очей народу, «цнотливість» якого так старанно оберігали від західних впливів. У 1948 році Музей нового західного мистецтва в Москві ліквідували, а його збірки розділили між Ленінградом та Москвою. В частині мистецьких пам'яток, що отримав Ермітаж, була і картина ван Гога 1890 року — «Халупки».

## Каталоги
- F750: Jacob Baart de la Faille (1928), L'Œuvre de Vincent van Gogh, 6 vols, Paris & Bruxelles: Les Éditions G. van Oest, № 750.
- JH1984: Jan Hulsker (1980), The Complete Van Gogh, Oxford: Phaidon, № 1984.